# حواري وقصور (مسلسل)

## بطولة
| - نبيل الحلفاوي : سعد زغلول - يوسف شعبان : الملك فؤاد الأول - فردوس عبد الحميد : صفية زغلول - رانيا فريد شوقي : الملكة نازلي - أشرف سيف - فتوح أحمد - سيد عبد الكريم: أبو سمارة - عادل هاشم: عبد الرحيم باشا صبري - أحمد عبد الوارث:عدلي يكن - عبير سيف - هاني كمال : سعيد زغلول - محمود حسن محمود - غادة إبراهيم: عديلة - فتحية قنديل: مدام قطاوي - علي عبد الرحيم - إسماعيل محمود: إسماعيل - سيد خاطر - حسن كامي - ماهر لبيب - محيي الدين عبد المحسن - أحمد حلاوة:محمد سعيد باشا - عطية عويس - يوسف رجائي:أحمد ماهر باشا - فاروق الرشيدي: حسين رشدي باشا | - سيد عزمي: عبد العزيز فهمي - وفاء مكي: سمارة - ألفت سكر - فاروق فلوكس - فادية عكاشة - انتصار: سعاد - عنبر - نشوى عمار - أميرة نايف - أمين هاشم - أشرف حسن - مصطفى حشيش: عبد الرحمن فهمي - محمد أبو داوود : محمود فهمي النقراشي - هلال فهمي - عبد الوهاب خليل - عبد الله سعد - محمود طوبار - عبد الحميد المنير - جلال عبد القادر - رؤوف مصطفى: نائب حكمدار العاصمة - سارة إبراهيم - صلاح الحسيني - محمد عبد السلام - عادل عطية: الشيخ جاد | - محمود الشاذلي - جلال عثمان - محمود عبد الغفار: الشيخ سيد علي - إيهاب شهاب - مايسة نعيم - ميار الغيطي - بهاء ثروت: شاهين شاهين - فاتن فريد - جلال عيسى - وفاء الحكيم - شريف حلمي - حمدي شرف الدين - جيهان الفرماوي - ليلى جمال - عواطف تكلا - هالة الزيني - عزيزة راشد - ناصر شاهين - فادي فايز غالي - فتحية شاهين: السلطانة ملك حسن طوران - عليه الجباس - عمرو ممدوح: طفل - بهجت عدلي | - محمد عمار - قاسم شحاتة - حمدي هيكل - عزت بدران - تامر - ألفريد كمال - يوسف العسال - عبد الفتاح محمد - عواطف حلمي - طارق مندور - ممدوح الخربوطلي - مهدي عباس - جمال يوسف - يوسف فوزي: اللورد اللنبي - سعيد عبد اللطيف: أشرف صبري - شريف الغريب: حسين صبري - ماهيتاب صادق: جلسن - عفاف العروسي: الأميرة فوقية - إيمان صلاح الدين: كريستينا - ليلى صدقي: راشيل - جيهان الجمال: ماريانا - سميرة محسن: الأميرة شويكار - أحمد ماهر: أحمد الضرس |